# Scarlet (schwedisches Duo)
Scarlet (Eigenschreibweise SCARLET) ist ein schwedisches Duo, das 2018 gegründet wurde und aus den beiden Mitgliedern Scarlet Hunts und Thirsty besteht. Die Identität der beiden Künstlerinnen ist unbekannt. Musikalisch ist das Duo dem Genre Alternative Metal zuzuordnen.

## Werdegang
Die Gründung des Duos erfolgte 2018, aktiv ist es seit dem Folgejahr. 2019 trat das Duo auf mehreren Festivals, darunter dem Sweden Rock Festival, auf. Das Label Arising Empire nahm das Duo im April 2020 unter Vertrag, das Debütalbum Obey the Queen erschien am 13. November 2020. Seit 2021 erfolgt die Zusammenarbeit mit Held MGMT AB. Gemeinsam mit Smash into Pieces tourte Scarlet 2022 durch Europa. Mit ihrer Single Circus X nahm das Duo am Melodifestivalen 2024 teil. In der vierten Vorrunde (Deltävling 4) am 24. Februar 2024 in Eskilstuna erreichten sie den vierten Platz der Gesamtwertung und qualifizierten sich für die Finalkvalet. Bei dieser separaten Abstimmung um die letzten zwei Finalplätze, die am Ende der fünften Runde in Karlstad erfolgte, standen alle dritt- und viertplatzierten Künstler der fünf Vorrunden zur Wahl. Scarlet belegte auch hier den vierten Platz und verpasste damit den Finaleinzug. Am Melodifestivalen 2025 nahm das Duo mit der Single Sweet n’ Psycho erneut teil. Bei dieser Ausgabe erreichte man das Finale, wo man den siebten Platz belegte.

## Diskografie

### Alben
- 2020: Obey the Queen

### Singles
- 2018: Age of Seduction
- 2018: Hail the Apocalypse
- 2018: Killer Quinn
- 2019: End in Blood
- 2020: Beauty & Beast
- 2020: #bossbitch
- 2020: Love Heroin
- 2022: Everybody Dies
- 2024: Circus X
- 2024: Look What Youn Made Me Do
- 2024: Goddess
- 2025: Sweet n’ Psycho